# Бурекџија
Бурекџија је мајстор (власник) или радник у специјализованој пекари за производњу бурека (бурегџиница). 
У неким крајевима Србије се изговара бурекџија иако је граматички исправно бурегџија. Основна делатност бурекџије је припремање и печење бурека. Када овакав мајстор (радник) ради у класичној пекари он спрема и хлеб и остале врсте пецива али се претежно бави прављењем бурека.
Када се у нашем народу каже бурекџија онда се подразумева да је он „мајстор у свом занату“. 
Бурекџије могу бити прави виртуози у раду са тестом и справљати разне и веома укусне врсте бурека.